# ЗОМО
ЗОМО (пол. Zmotoryzowane Odwody Milicji Obywatelskiej, ZOMO; Моторизованная поддержка гражданской милиции) — аббревиатура названия польской силовой структуры времён социалистической ПНР. Входила в систему МВД, являлась спецназом гражданской милиции. Формально предназначалась для обезвреживания особо опасных преступников, борьбы со стихийными бедствиями, обеспечения безопасности при проведении массовых мероприятий. Реально применялась для подавления протестных выступлений, разгона антиправительственных демонстраций. Приобрела широкую известность в период противостояния правящей ПОРП и профсоюза Солидарность. Расформирована после смены общественно-политического строя Польши.

## Создание
Постановление Совета министров ПНР о создании особых подразделений гражданской милиции для подавления массовых беспорядков было принято 24 декабря 1956 года. Толчком к нему стали Познанские протесты июня 1956, ноябрьские волнения в Быдгоще и декабрьские в Щецине. Эти события показали неподготовленность и ненадёжность армии и милиции при подавлении массовых протестов в польских городах. Стала очевидной ошибочность прежних расчётов коммунистических властей на то, что «уличные беспорядки бывают только в капиталистических странах». Антикоммунистическое сопротивление в Польше продолжалось и после подавления вооружённого повстанчества.
Руководство правящей ПОРП посчитало необходимым создание особых формирований: идеологически преданных, материально заинтересованных и профессионально квалифицированных. Первый секретарь ЦК Владислав Гомулка требовал «эффективности, мобильности и готовности к применению в любой момент, когда это будет признано необходимым». В отчётах милицейских комендатур говорилось о желательности специальной подготовки, новых частей и оснащении бронетехникой и специальными средствами для разгона демонстраций (дубинки, слезоточивый газ, дымовые шашки и т. п.). Такие задачи ставились не только на тринадцатом году пребывания у власти, но в первый же год «гомулковской оттепели».
Приказ о формировании моторизованных отрядов милиции — ЗОМО — был издан 17 июля 1957 года за подписью главного коменданта гражданской милиции генерала Рышарда Добешака.

## Структура

### Управление и кадры
Подразделения ЗОМО входили в систему МВД, причислялись к гражданской милиции ПНР, подчинялись непосредственно главному коменданту. За годы существования ЗОМО главными комендантами гражданской милиции были генералы Рышард Добешак, Тадеуш Петшак, Казимеж Хойнацкий, Мариан Яницкий, Станислав Зачковский, Юзеф Бейм, Зенон Тшциньский. Высшее политическое руководство представляли секретари ЦК ПОРП, курировавшие силовые структуры. Как правило, это были представители ортодоксально-сталинистского крыла ПОРП: Владислав Виха, Мечислав Мочар, Станислав Ковальчик, Мирослав Милевский, Владислав Кручек; некоторыми исключениями в этом плане являлись Францишек Шляхциц и Чеслав Кищак.

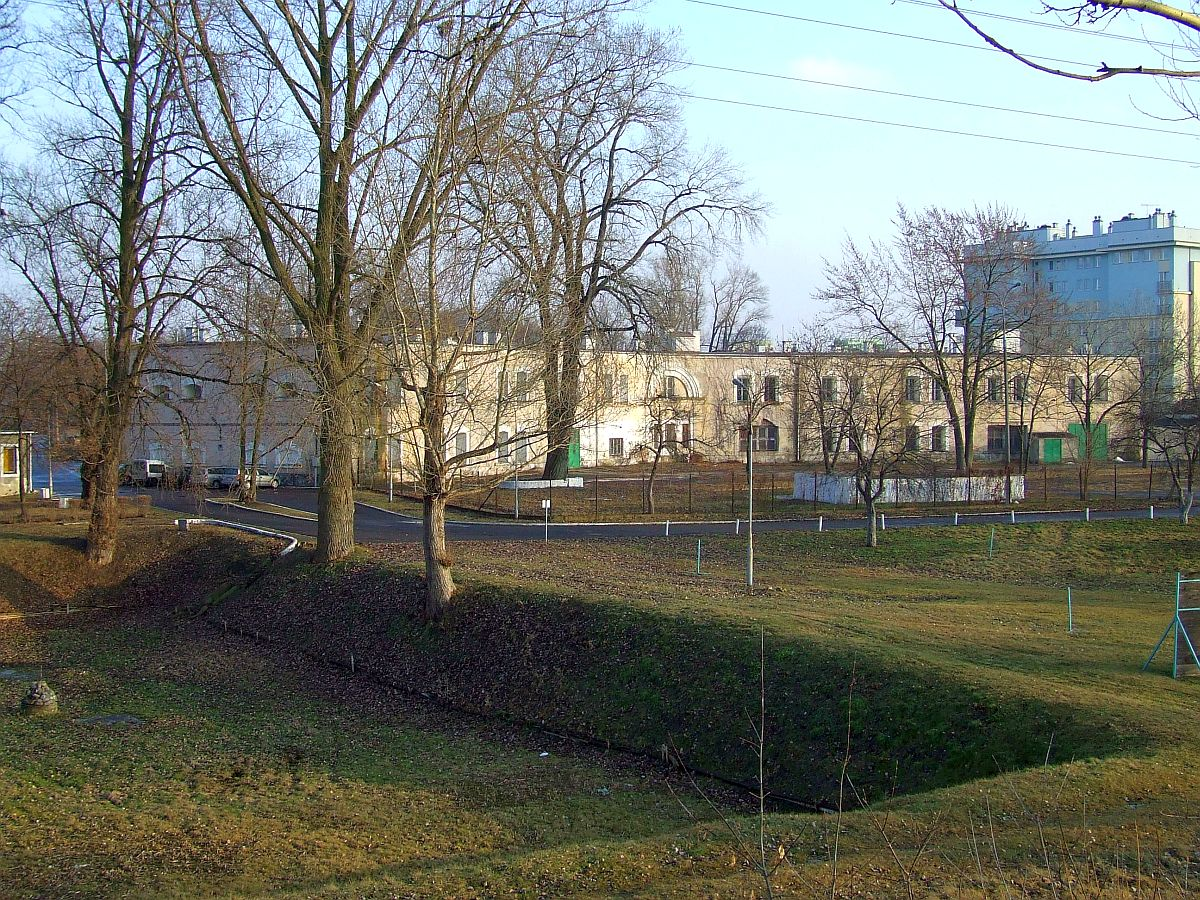
Здание бывших казарм ЗОМО в Голендзинове

ЗОМО функционировали по уставу военного типа и функционировали на казарменном положении (первые казармы ЗОМО находились в варшавском оседле Голендзинов, район Прага-Пулноц). Первоначальное комплектование шло из кадров милиции, армии и госбезопасности, а также из призывников на добровольной основе. В ряде случаев призывники предпочитали ЗОМО вместо армии. Этому способствовало повышенное обеспечение, расквартирование в крупных городах и отсутствие некоторых обременительных обязанностей воинской службы. С 1973 была введена система призыва, поскольку негативное общественное мнение о ЗОМО снизило приток добровольцев. Первоначально численность отрядов ЗОМО составляла около 6,5 тысяч человек. К моменту упразднения численность формирования составляла более 12,5 тысяч.
Штатный состав воеводской ЗОМО включал командование, оперативный штаб, отряды центрального и местного подчинения, отдел техники и снабжения, медчасть, учебную роту. Особый статус имели в ЗОМО Plutony Specjalne (Спецвзводы особой подготовки) и Bataliony Centralnego Podporządkowania (Батальоны центрального подчинения, в которых проходили сверхсрочную военную службу).
Официальная пропаганда пыталась создать положительный образ ЗОМО. Регулярно сообщалось об их участии в спасательных операциях, ликвидации последствий стихийных бедствий, поимке особо опасных преступников. В присяге бойца ЗОМО говорилось об «уважении ко всем гражданам» и «следовании принципам достоинства и справедливости». Однако это не воспринималось обществом, поскольку на виду были не такие действия, а жестокие карательные акции.

### Оснащение и подготовка

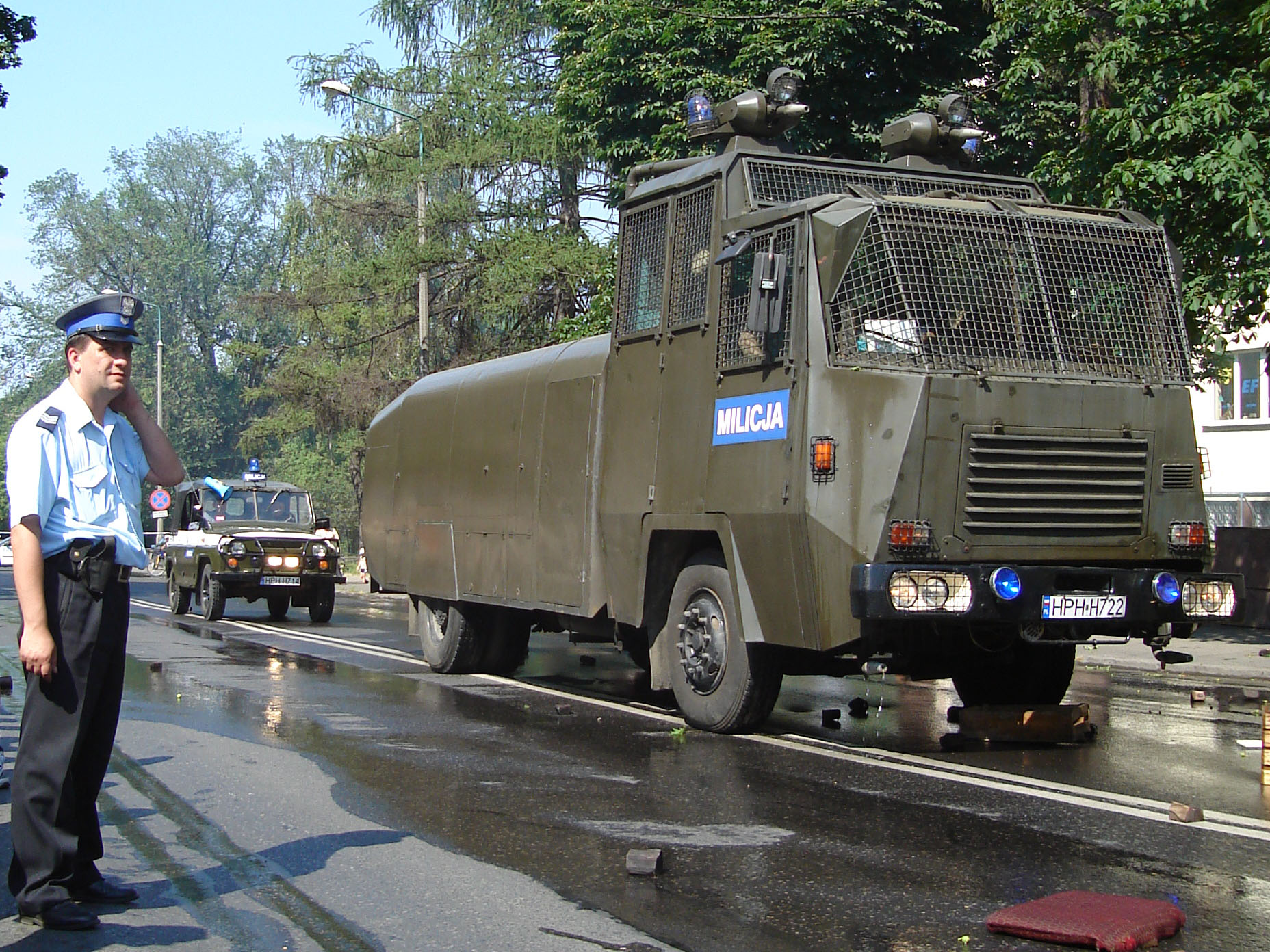
Водяная пушка на вооружении ЗОМО

Особые функции ЗОМО предусматривали специфику в вооружении, оснащении, боевой и морально-политической подготовке. На вооружении ЗОМО находились бронетранспортёры БТР-60 и БТР-152, пистолет-пулемёты и автоматические винтовки. В качестве спецсредств широко использовались дубинки, гранаты со слезоточивым газом, водяные пушки различных модификаций (в ряде случаев восточногерманского или чехословацкого производства).
Обмундирование ЗОМО вначале почти не отличалось от общемилицейского, поэтому длительное время бойцов этих подразделений можно было распознать только по шлемам и дубинкам (которые население презрительно именовало «бананами»). С 1970-х — в ознаменование заслуг — была введена новая униформа ЗОМО, приближенная к армейскому камуфляжу, выданы пластиковые защитные щиты, тяжёлые стальные шлемы заменены на лёгкие мотоциклетные с очками, защищающими от слезоточивого газа.
На службу в ЗОМО принимались спортивно подготовленные мужчины ростом не ниже 180 см и весом не менее 90 кг. Тренировки бойцов ЗОМО осуществлялись по методикам армейского спецназа. Известны случаи, когда Збигнев Буяк — лидер польского подполья 1980-х, прошедший срочную службу в ВДВ — отменял массовые протестные акции, узнав, что «зомовцев тренируют без сна, чтобы довести до озверения». Особое внимание уделялось также политико-идеологической пропаганде в духе установок ПОРП (коммунистическая идеология, государственная дисциплина, принцип «защищать социализм как защищают независимость Польши») — дабы обеспечить безукоризненную лояльность и готовность к выполнению любого приказа. Беспощадная жестокость бойцов ЗОМО при разгонах манифестаций и их внешний вид порождали мнение о применении психотропных средств, но этому нет подтверждений — таким был результат специальных тренировок.

### Международные связи
При создании ЗОМО использовался опыт и инструктаж полиции ГДР. Однако довольно скоро сама ЗОМО превратилась в образец для силовых структур внутреннего использования в государствах соцлагеря. Особенно большой интерес проявляли соответствующие ведомства ГДР, ЧССР, НРБ и Кубы. Проводились показательные учения (например, в 1980 для болгарской делегации и в 1986 для кубинской).

## Применение

### 1950—1960-е. Против городских демонстраций
ЗОМО ещё не была формально учреждена, когда 20 января 1957 года на улицах польских городов и посёлках появились милицейские формирования нового типа — на военных грузовиках, при автоматах и пулемётах (оружие и транспорт были получены из армии и от Корпуса внутренней безопасности). Демонстрация силы проводилась с целью обеспечения нужных ПОРП результатов на выборах в сейм.
Первое применение ЗОМО произошло 7 марта 1957 (до официального приказа Добешака о создании новых подразделений). В Жешуве была разогнана демонстрация католиков, протестующих против закрытия прихода. В августе того же года ЗОМО подавляли забастовку работников трамвайного транспорта в Лодзи.
3 октября—7 октября 1957 ЗОМО разгоняли демонстрации варшавской молодёжи против закрытия популярного журнала Po prostu. В результате варшавских столкновений двое демонстрантов были убиты, 71 ранен, 471 арестован. При этом демонстранты оказали активное сопротивление: ранения получили 95 милиционеров, 9 из них попали в больницы. Новые милицейские формирования демонстрировали специальные навыки и повышенную жёсткость действий. Однако варшавские события вызвали недовольство в Политбюро, поскольку ЗОМО не могли покончить с демонстрациями в течение пяти дней. Генерал Добешак обязался усилить агентурную работу милиции в «неблагонадёжной» среде, принять меры к большей координации действий ЗОМО со Службой госбезопасности и к усилению партийного контроля. Он особо отметил, что в авангарде драки выступали не студенты, а деклассированные элементы, уголовники и хулиганы, к столкновению с которыми ЗОМО оказалась не готова. Добешак затребовал также для ЗОМО большой объём спецсредств и выразил возмущение тем, что Добровольный резерв гражданской милиции (польский аналог ДНД) не сыграл в событиях никакой роли.
Бойцы ЗОМО использовались для подавления практически всех крупных протестов. Они разгоняли католические демонстрации в краковском районе Нова-Хута (1960), Торуни (1961), Пшемысле (1963). 21 августа 1963 бойцами ЗОМО был убит Юзеф Франчак — последний боец польского вооружённого антикоммунистического подполья.
В во время мартовского кризиса 1968 ЗОМО сыграла основную роль в подавлении выступлений варшавского студенчества. Именно тогда была отработана стандартная методика уличной «зачистки» в крупном городе с помощью вбиваемых в толпу милицейских «клиньев» (автором этой тактики являлся комендант варшавской милиции Генрик Слабчик).

### 1970-е. Против рабочих протестов
ЗОМО была применена и против декабрьских рабочих протестов 1970. Однако масштабы выступлений побудили партийно-государственное руководство применить в Труймясто регулярную армию, которая явилась основным орудием подавления. Результатом стало масштабное кровопролитие и отставка высших руководителей во главе с Гомулкой. Новое руководство во главе с Эдвардом Гереком сделало вывод о недопустимости использования в таких ситуациях армейских частей — что повысило роль ЗОМО во внутренних конфликтах.
Под командованием генерала Богуслава Стахуры ЗОМО жёстко подавляла забастовки в Радоме июня 1976 года. Участники протестов подвергались жестоким избиениям, был применён метод ścieżka zdrowia («путь здоровья») — избиение задержанных дубинками в два милицейских ряда (типа прогона сквозь строй), арестованные содержались в пыточных условиях. После этих событий ЗОМО окончательно приобрели в стране репутацию партийных карателей.

### 1980-е. Против профсоюза «Солидарность»

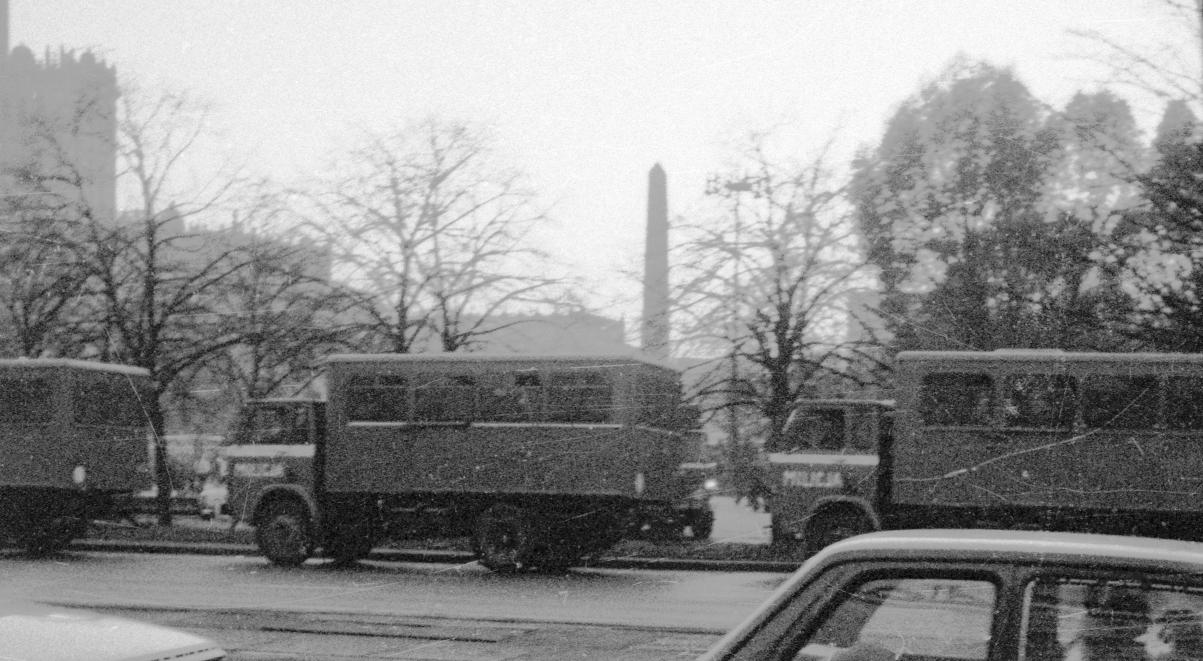
Транспорт ЗОМО. Варшава, 1980 год

#### Приведение в боеготовность
14 августа 1980 года началась забастовка на Гданьской судоверфи им. Ленина, в считанные дни охватившая города Балтийского побережья и распространившаяся по всей Польше. Десять дней партийно-государственное руководство не могло определиться с линией своих действий. 25 августа части ЗОМО были приведены в состояние полной боеготовности. Однако власти всё же предпочли переговоры и компромиссные соглашения. Их итогом стало создание независимого профсоюза Солидарность.
19 марта 1981 года наряды ЗОМО, специально переброшенные из Познани и Слупска, участвовали в Быдгощской провокации — избиении группы активистов быдгощской организации «Солидарности» на заседании воеводского совета в Быдгоще. Эти события являлись крупнейшим политическим кризисом в ПНР 1981 года.

#### При военном положении
Наиболее активно ЗОМО использовалась в период военного положения 1981—1983 годов. Бойцы ЗОМО захватывали бастующие предприятия — на Гданьской судоверфи, на Щецинской судоверфи, на металлургическом комбинатк Хута Катовице, на металлургическом комбинате в Нова-Хуте. Расстреливали забастовщиков на шахте «Вуек» (девять убитых), на шахте «Июльский манифест» (пять раненых). Арестовывали и интернировали активистов.
ЗОМО неоднократно применялись при подавлении массовых выступлений сторонников Солидарности. Наиболее крупные столкновения произошли в различных городах Польши 1 мая—3 мая и 31 августа 1982 года. ЗОМО поручалась охрана лагерей интернирования, находившихся в ведении МВД.
В июне 1983 года — незадолго до отмены военного положения — патрули ЗОМО осуществляли жёсткий контроль в ходе
визита в Польшу Папы Римского Иоанна Павла II.

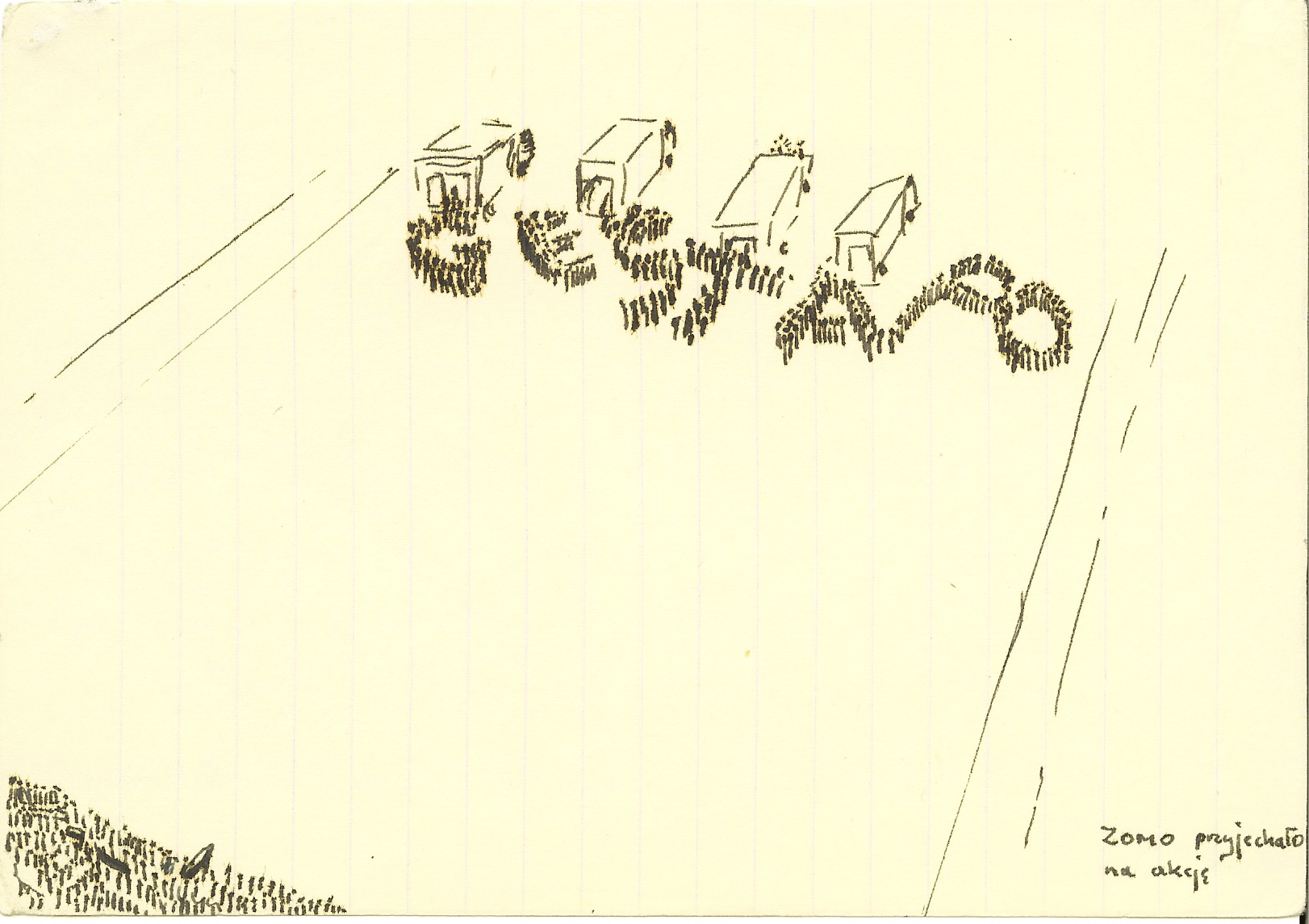
«ЗОМО переходит к делу» — подпольная листовка периода военного положения

ЗОМО отличались особой жестокостью и поэтому вызывали массовую ненависть. Патрули ЗОМО осуществляли произвольные аресты и избиения арестованных. В результате избиений и применения специальных средств были убиты около 40 демонстрантов. Возмущение в стране и мире вызвала гибель девятнадцатилетнего поэта Гжегожа Пшемыка, задержанного ЗОМО и жестоко избитого в милицейском комиссариате. В стране появилось презрительные выражения zomole (уничижительное прозвище) и bijące serce partii («бьющее сердце партии»). Нередко в отношении ЗОМО употреблялся термин gestapo.
Действия ЗОМО 1980-х связаны с именами генералов Мирослава Милевского (член политбюро ЦК ПОРП, министр внутренних дел в 1980—1981), Чеслава Кищака (член политбюро ЦК ПОРП, министр внутренних дел в 1981—1990), Юзефа Бейма (главный комендант гражданской милиции), Зенона Тшциньского (заместитель главного коменданта гражданской милиции).

#### На последнем этапе
Новая забастовочная волна охватила Польшу в 1988 году. Власти попытались подавить протесты вводом ЗОМО на бастующие предприятия. ЗОМО применяли спецсредства и оружие, многие забастовщики подверглись избиениям. Особенно жёстко развернулись события 5 мая 1988 на металлургическом заводе в Кракове. Однако второй забастовочный всплеск осенью 1988 года подавлять уже не решились. Итогом стали переговоры в Магдаленке, Круглый стол и «полусвободные» выборы 1989 года, на которых победу фактически одержала «Солидарность».
Последнее применение ЗОМО состоялось 3 июля 1989 года — уже в процессе смены общественно-политического строя Польши. Была разогнана демонстрация, протестовавшая против договорённостей ПОРП и «Солидарности» об избрании Войцеха Ярузельского президентом Польши.

## Упразднение
7 сентября 1989 года система ЗОМО была расформирована приказом генерала Кищака, некоторое время остававшегося главой МВД в правительстве Тадеуша Мазовецкого. Первоначально речь шла лишь о переименовании. На основе прежних кадров с прежними функциями создавались OПМО (Oddziały Prewencji Milicji Obywatelskiej, OPMO; Отряды предупреждения гражданской милиции). Кадры оставались прежними, но использование стало ограниченным и неинтенсивным. ОПМО использовались при пресечении беспорядков во время сноса памятника Ленину (декабрь 1989, Нова Гута) и оттеснении участников протестной манифестации во время последнего съезда ПОРП (январь 1990, Варшава).
4 апреля 1990 года ОПМО были переформированы в OПП (Oddziały Prewencji Policji, OPP; Отряды полиции предупреждения) и СППП (Samodzielne Pododdziały Prewencji Policji, SPPP; Самостоятельные отряды полиции предупреждения). Соответствующее решение было принято преемником Чеслава Кищака либеральным министром внутренних дел Кшиштофом Козловским, который ранее был экспертом «Солидарности». Формально задачи ОПП СППП совпадали с функциями ЗОМО: борьба с особо опасными преступниками, устранение последствий стихийных бедствий, безопасность массовых мероприятий. Карательно-политических функций эти структуры не имеют и не могут считаться преемниками ЗОМО.

## Суды
В современной Польше деятельность ЗОМО рассматривается как преступное насилие тоталитарной диктатуры. Термин zomowiec является нарицательным обозначением полицейской жестокости. Некоторые рядовые бойцы и представители низшего командного состава (в частности, участники расправы на шахте «Вуек») были привлечены к уголовной ответственности. На судебных процессах они ссылались на полученные приказы и свои проблемы со здоровьем.
Некоторые из них, в том числе командир взвода Ромуальд Цесляк и его непосредственные подчинённые, были приговорены к лишению свободы. Часть осужденных были освобождены условно-досрочно.

## Персоналии
Некоторые бойцы и офицеры ЗОМО продолжали в новой Польше полицейскую карьеру либо стали политиками и бизнесменами.
В 1980-х в ЗОМО служил Марек Папала — главный комендант польской полиции 1997—1998 годов. Убит при невыясненных обстоятельствах.
В 2009—2015 комендантом муниципальной полиции Познани являлся бывший боец ЗОМО Войцех Ратман. Отстранён как не справившийся с управлением.
Депутатом сейма в 2001—2005 годах был предприниматель охранно-детективного бизнеса Кшиштоф Рутковский, бывший боец варшавской ЗОМО. Сменил несколько политических организаций разной идеологической направленности, состоял в Беспартийном блоке поддержки реформ, Польской крестьянской партии, Самообороне, Экономической партии. Неоднократно осуждён за нарушение правил предпринимательства, незаконные задержания, отмывание денег, силовой захват предприятия.
Бывшие офицеры ЗОМО Марек Левандовский и Мариан Марчевский являлись депутатами сейма от Союза демократических левых сил. Левандовский занимается консалтинговым бизнесом, выступает против католического клерикализма. Марчевский в 1993—2005 был вице-маршалом сейма, в 1998—2001 — главой администрации Турека, с 2014 — депутат турекского повятского совета. Оба причисляются к основателям современной польской социал-демократии в части, происходящей из ПОРП.